# 심유현
심유현(沈維賢, ? ~ 1728년)은 조선의 외척이자, 역신(逆臣)이다. 경종의 국구 청은부원군(靑恩府院君) 증영의정 심호의 아들로, 단의왕후의 남동생이다. 경종의 처남이고, 소론의 과격파였다. 본관은 청송(靑松)이다.

## 가계
- 5대조 : 심열 - 영의정, 시호는 충정(忠靖)
  - 고조 할아버지 : 심희세 - 증영의정 옥과현감 청천부원군 심엄(沈㤿)의 아들, 홍문관 교리, 증이조판서
    - 증조 할아버지 : 심권 - 전라도 관찰사, 증좌찬성
      - 할아버지 : 심봉서 - 여주목사 심추(沈樞)의 아들, 의금부 도사, 증영의정
        - 아버지 : 심호 - 경종의 국구, 청은부원군(靑恩府院君), 증영의정
        - 어머니 : 영원부부인 박씨(고령 박씨) - 안산군수 박빈(朴鑌)의 딸, 이조판서 증영의정 박장원(朴長遠)의 손녀
          - 첫째 누나 : 단의왕후
          - 첫째 매형 : 조선 제20대 국왕 경종
          - 둘째 누나 : 청송 심씨
          - 둘째 매형 : 공조판서 송징계(宋徵啓)

## 생애
1724년(경종 4년) 주부(主簿)로 있을 때, 경종의 병이 위독해지자, 단의왕후의 아우로서, 경종의 궁궐 처소에 입시(入侍)하였다. 영조가 즉위하자, 영천군수, 한성부 판관을 거쳐, 담양부사에 이르렀으나, 영조의 정권에서 배제된 소론의 과격파 박필현(朴弼顯)과 이유익(李有翼)에게 포섭되어, 1728년(영조 4년) 소론과 남인의 과격파가 일으킨 이인좌의 난(무신란)의 수괴 중 한 명이 되었다. 난이 실패하자, 체포되어 한양으로 압송되었고, 영조가 친국하여, 죄상이 밝혀지자, 이인좌, 이유익, 박필현 등과 함께, 능지처참에 처해졌다.
신은 삼가 살펴보건대, 우리 경종(景宗)과 영조(英祖)께서 왕위를 주고 받은 것은 정대(正大)하여 천지(天地)에 의논을 내세워도 어긋나지 않고 귀신(鬼神)에게 물어도 의심할 것이 없습니다. 그런데 뜻을 잃고 나라를 원망하는 무리들이 흉언을 지어내고 역도(逆徒)들과 결탁하여 마침내 군사를 일으켜 대궐을 범하는 데 이르렀으니, 누가 예의(禮義)의 나라에 기록에도 드문 이런 변고가 있으리라 생각했겠습니까? 그 흉언의 와굴(窩窟)과 근저(根柢)는 바로 심유현(沈維賢)인데, 심유현은 단의 왕후(端懿王后)의 아우였습니다. 사람됨이 요사(妖邪)·경험(傾險)하여 이유익(李有翼)·박사관(朴師寬) 등과 함께 무뢰한(無賴漢)들과 친밀하게 놀았는데, 영조께서 그가 단의 왕후의 척속(戚屬)이라 하여 아주 후하게 대우하셨습니다. 그런데도 오히려 고관(高官)을 얻지 못한 것을 불만스레 여겨 원망하였습니다. 김일경(金一鏡)·박필몽(朴弼夢) 등 여러 적들이 갑진년 이전에 주상을 모위(謀危)하려다가 이미 이루지를 못하자, 밤낮으로 역모를 꾀하다가 심유현이 나라를 원망하는 마음이 있음을 알고는 이유익 등으로 하여금 교결(交結)하게 하여 더욱 그 사특한 마음을 도발하게 하였습니다. 그러자 심유현이 흉언을 지어내어 원근에 전파한 것입니다. 아! 심유현을 잘못되게 한 자는 본디 효경(梟獍)의 종자이지만 참으로 심유현의 처지가 척속이 아니었다면 또 어찌 그 선동하고 광혹(誑惑)하게 함이 이처럼 극도에 이르렀겠습니까?— 영조실록 4년(1728) 3월 14일 1번째 기사

심유현(沈維賢)을 종용하여 차마 들을 수도 없고 차마 말할 수도 없는 말을 만들어 내게 하여 은밀한 곳에서 말을 퍼뜨려 중외를 의혹(疑惑)할 계책으로 삼았으니, 대개 심유현은 궁액(宮掖)의 척속(戚屬)으로 성품이 본시 간특하여 항상 분에 넘치는 바람을 품었는데, 박필현(朴弼顯)과 이유익(李有翼)이 그의 사특한 마음을 알고 이익으로 꾀어 마침내 이인좌(李麟佐)·정희량(鄭希亮) 등 여러 적으로 하여금 군사를 일으켜 대궐로 향하게 했던 것이다. 흉한 격문이 도로 위에 교체(交替)해 나돌았는데, 심지어 ‘납일초주 사왕숙대(臘日椒酒思王叔帶)’ 등의 말을 함부로 쓰기도 했다. 이는 실로 천고에 없는 흉역(凶逆)이며, 그 원두(源頭)를 추구해 보면 모두가 당론(黨論) 속에서 나온 것인데, 유봉휘와 김일경이 그 괴수가 되고, 박필현과 심유현이 다음이 되며, 이인좌·정희량 등 여러 적에 이르러서는 호서(狐鼠)의 무리에 불과했으니, 족히 말할 것이 무엇이겠는가?— 영조실록 4년(1728) 3월 20일 12번째 기사

무신년의 역괴(逆魁)는 이인좌(李麟佐)·정희량(鄭希亮)이 아니고 바로 심유현(沈維賢)이었으며, 오늘날의 역괴는 장시경(張時景)·장시호(張時皡)가 아니고 바로 채홍원(蔡弘遠)입니다. 지난번에 심유현의 흉언이 아니었으면 이인좌·정희량이 무슨 명분으로 군사를 일으킬 수 있었겠으며, 오늘날 채홍원의 속이고 미혹함이 없었다면 장시경·장시호가 어떻게 주장하여 변란을 일으킬 수 있었겠습니까?— 순조실록 1년(1801년) 2월 18일 4번째 기사

## 평가
- 경종 승하시에 처남으로서 입시하여 죽음을 확인하는데 참여하였고, 목욕시킬 때에도 입시하였다.[7]
- 심유현이 발언한 왕세제 영조의 경종 독살설은 이인좌의 난(무신란)의 중요한 명분과 발단이 되었다.

## 신원복관작
- 1908년(순종 1년) 대한제국 내각총리대신 이완용과 법부대신 조중응의 건의로 죄명이 벗겨지고 관작이 복권되었다.[8][9]

## 참조
1. ↑  《경종실록》4년(1724) 8월 24일 1번째 기사
2. ↑  《영조실록》즉위년(1724) 9월 26일 1번째 기사
3. ↑  《영조실록》3년(1727) 윤3월 22일 2번째 기사
4. ↑  《영조실록》4년(1728) 1월 27일 4번째 기사
5. ↑  《영조실록》4년(1728) 3월 20일 12번째 기사
6. ↑  《영조실록》4년(1728) 4월 22일 1번째 기사
7. ↑  경종실록 15권, 경종 4년 8월 25일 을미 3번째기사 (1724년 청 옹정 2년) - 사각(巳刻)에 목욕(沐浴)을 하였는데, 대신(大臣)·육승지(六承旨)·사관(史官)과 금평위(錦平尉) 박필성(朴弼成), 여산군(礪山君) 이방(李枋), 밀창군(密昌君) 이직(李樴), 함평군(咸平君) 이홍(李泓), 도사(都事) 김후연(金後衍), 주부(主簿) 심유현(沈維賢), 대사헌(大司憲) 이명언(李明彦), 사간(司諫) 유수(柳綏) 등이 입시(入侍)하였다. 미시(未時) 초(初)에 염습(殮襲)을 시작하여 날이 어두워서야 마쳤다.
8. ↑  순종실록 2권, 순종 1년 3월 25일 양력 4번째기사 (1908년 대한 융희 2년) - 이동양 등 153명의 죄명을 벗겨 주다
9. ↑  순종실록 2권, 순종 1년 4월 30일 양력 3번째기사 (1908년 대한 융희 2년) - 죽은 좌의정 한효순 외 77명의 관작을 회복시켜 줄 것에 관하여 보고하다

## 같이 보기
| - 소헌왕후 - 인순왕후 - 단의왕후 | - 심온 - 심강 - 심호 | - 심덕부 - 심연원 - 심열 | - 심회 - 심결 - 심의겸 - 심충겸 | - 이인좌의 난 - 이인좌 - 김일경 |